# Cathédrale Sainte-Sophie de Kiev
Cette  cathédrale ne doit pas être confondue avec une autre cathédrale de Kiev.
 D’autres cathédrales portent le nom de cathédrale Sainte-Sophie.
La cathédrale Sainte-Sophie de Kiev (en ukrainien : Собор Святої Софії, Sobor Sviatoyi Sofiyi ou Софійський собор, Sofiys’kyi sobor ) est un monument de la Rus' de Kiev, situé rue Volodymyr au sein de la réserve nationale Sophie de Kiev, à Kiev, en Ukraine. Il s'agit aujourd'hui de l'un des monuments les plus connus d'Ukraine, ainsi que du premier site inscrit sur la liste du patrimoine mondial par l'UNESCO dans ce pays et inscrit au Registre national des monuments immeubles d'Ukraine,.
Il fait partie des édifices de l'époque pré-mongole de la Rus'.
La cathédrale a été nommée d'après la cathédrale Sainte-Sophie de Constantinople, mais il est possible que son constructeur se soit inspiré d'une église semblable, la cathédrale Sainte-Sophie de Novgorod.
La cathédrale a été la nécropole des premiers souverains de la Rus' de Kiev, notamment Vladimir II Monomaque, Vsevolod Ier de Kiev et, bien entendu, son fondateur Iaroslav le Sage ; c'est la seule tombe qui ait survécu.

## Histoire

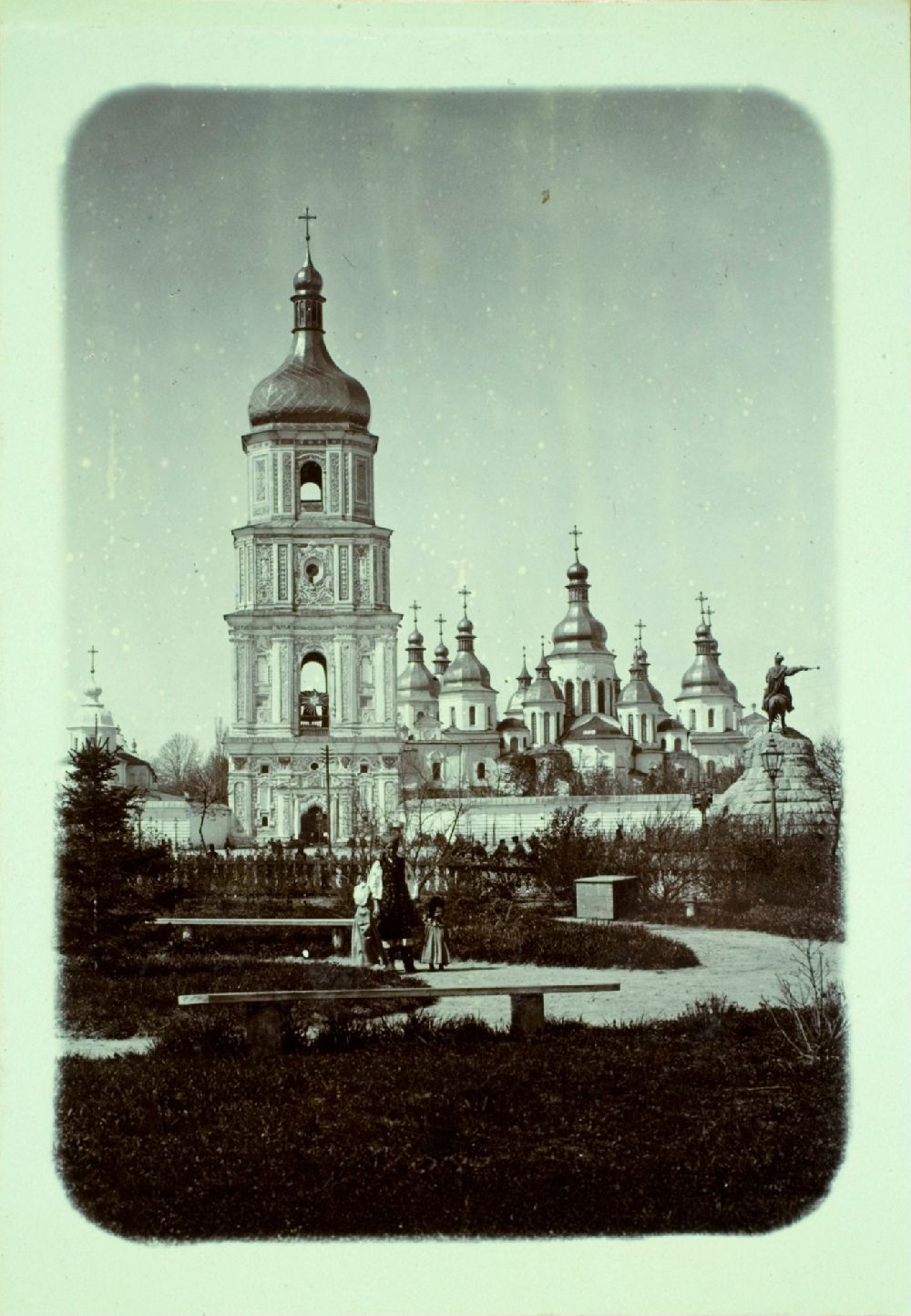
Cathédrale Sainte-Sophie. Department of Image Collections, National Gallery of Art Library, Washington, DC

Les premières fondations furent établies en 1037, mais il fallut encore une vingtaine d'années avant que la cathédrale soit achevée. Selon le Dr Nadia Nikitenko, une historienne qui a étudié la cathédrale pendant trente ans, elle a été fondée en 1011, sous le règne du père de Yaroslav, le grand prince de Rus' de Kiev, Vladimir le Grand. Cette thèse a été acceptée officiellement par l’UNESCO et l’Ukraine, qui a célébré le 1000e anniversaire de la cathédrale en 2011
Elle est constituée de cinq nefs, de cinq absides et de treize coupoles (ce qui est inhabituel pour l'architecture byzantine). Elle est entourée sur trois côtés de galeries à deux étages, et occupe une surface de 37 sur 55 mètres au sol.
Elle possède la plus grande collection de mosaïques et de fresques conservées du XIe siècle. Environ 260 m2 de mosaïques décorent les principales parties de l'intérieur, la coupole centrale et le chœur. Les murs des bas-côtés, les greniers et les deux tours d'escalier sont recouverts de 3 000 m2 de fresques.
On peut y voir une représentation de la famille de Iaroslav le Sage.
Après le pillage de Kiev par les Tatars en 1240, la cathédrale a été laissée à l'abandon, puis a servi aux uniates, jusqu'à ce qu'en 1633 le métropolite Pierre Mohila la revendique. La reconstruction se fit en style baroque ukrainien sous la direction de l'architecte italien Octaviano Mancini. Le travail fut achevé en 1740, conférant à l'ensemble son apparence actuelle.
Après la révolution russe de 1917, et pendant la campagne de persécution religieuse dans les années 1920, le gouvernement planifia la destruction de la cathédrale et sa transformation en parc dédié aux « héros de Perekop » (une victoire de l'Armée rouge pendant la guerre civile). La cathédrale fut préservée grâce aux efforts de nombreux scientifiques et historiens. Néanmoins, en 1934, le gouvernement confisqua le bâtiment et ses abords, et en fit un musée.
À partir de la fin des années 1980, les dirigeants soviétiques puis ukrainiens promirent le retour à l'Église orthodoxe. Cependant, comme plusieurs confessions s'en partageaient l'héritage, il fut décidé d'instituer une alternance d'occupation des locaux : toutes les Églises orthodoxes avaient le droit d'y célébrer des offices, mais à des dates différentes. Cette situation prit fin à l'occasion des cérémonies d'enterrement du patriarche Volodymyr (Vladimir), lorsque la police anti-émeute dut intervenir aux abords de la cathédrale. Cette dernière a depuis été convertie en musée du christianisme en Ukraine, et la plupart de ses visiteurs sont des touristes.
La cathédrale est inscrite au registre national des monuments d'Ukraine sous les  numéro : 80-391-9014& numéro : 80-391-0151.

## Galerie

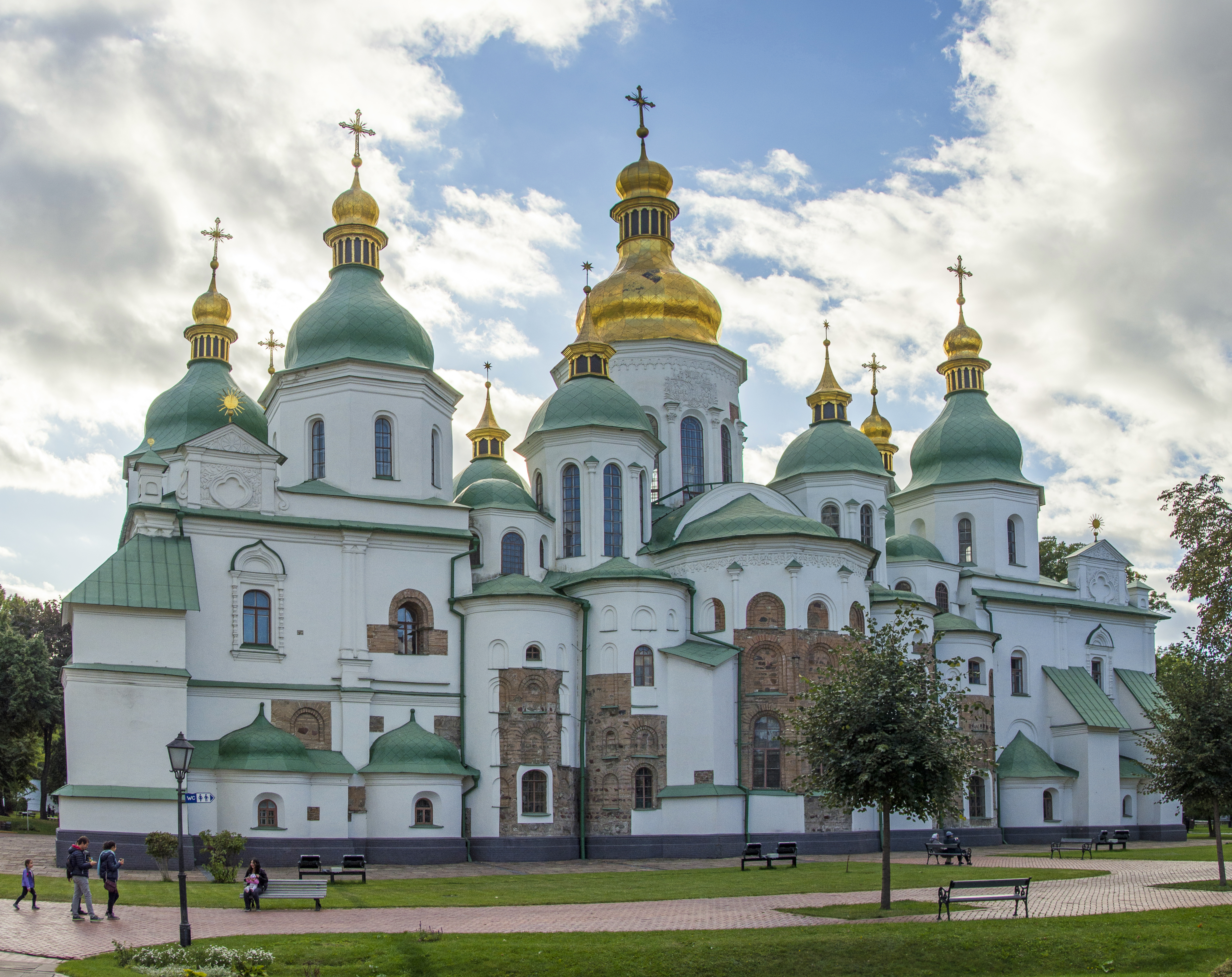
La cathédrale.
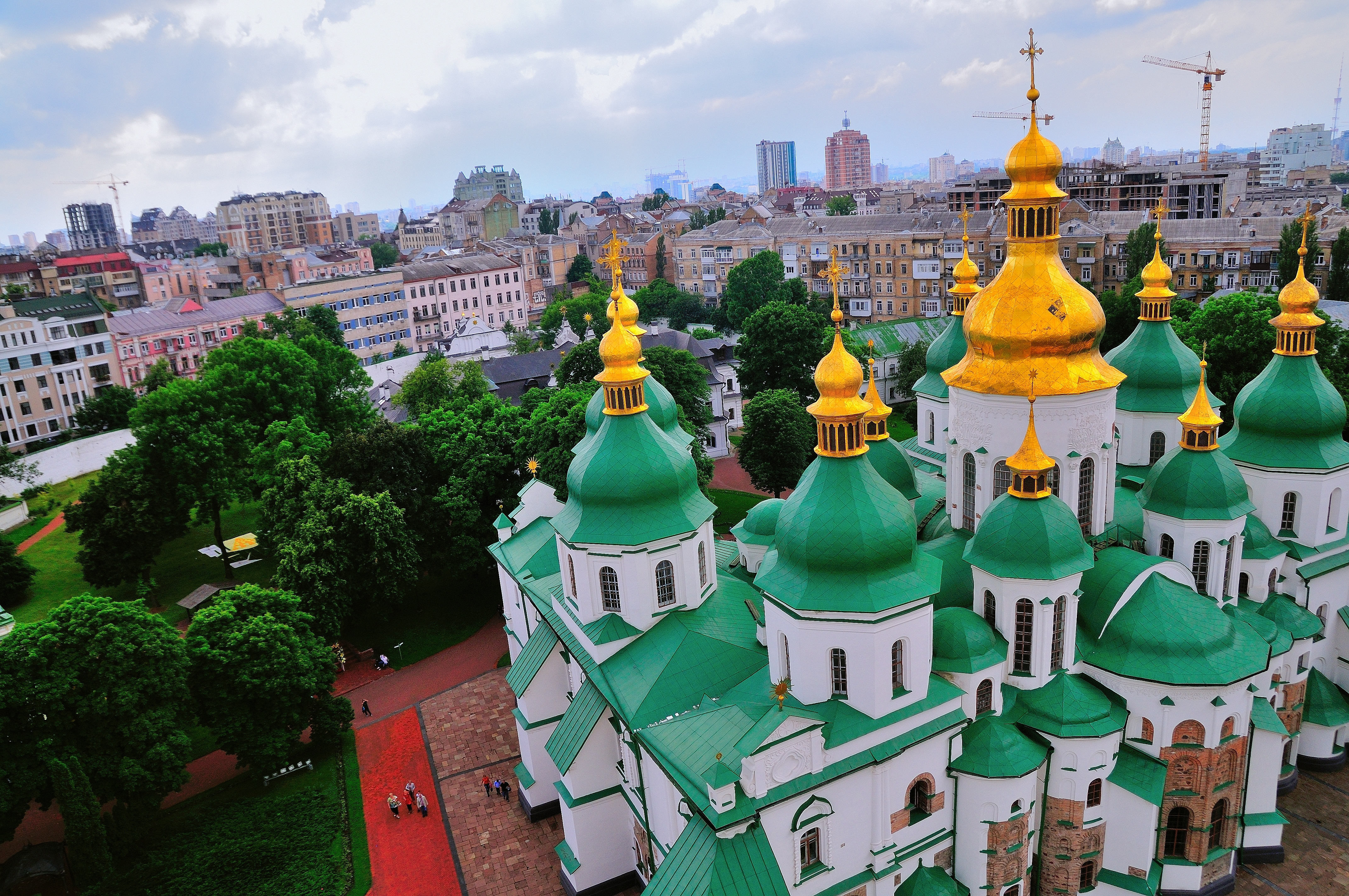
La cathédrale vue d'en-haut
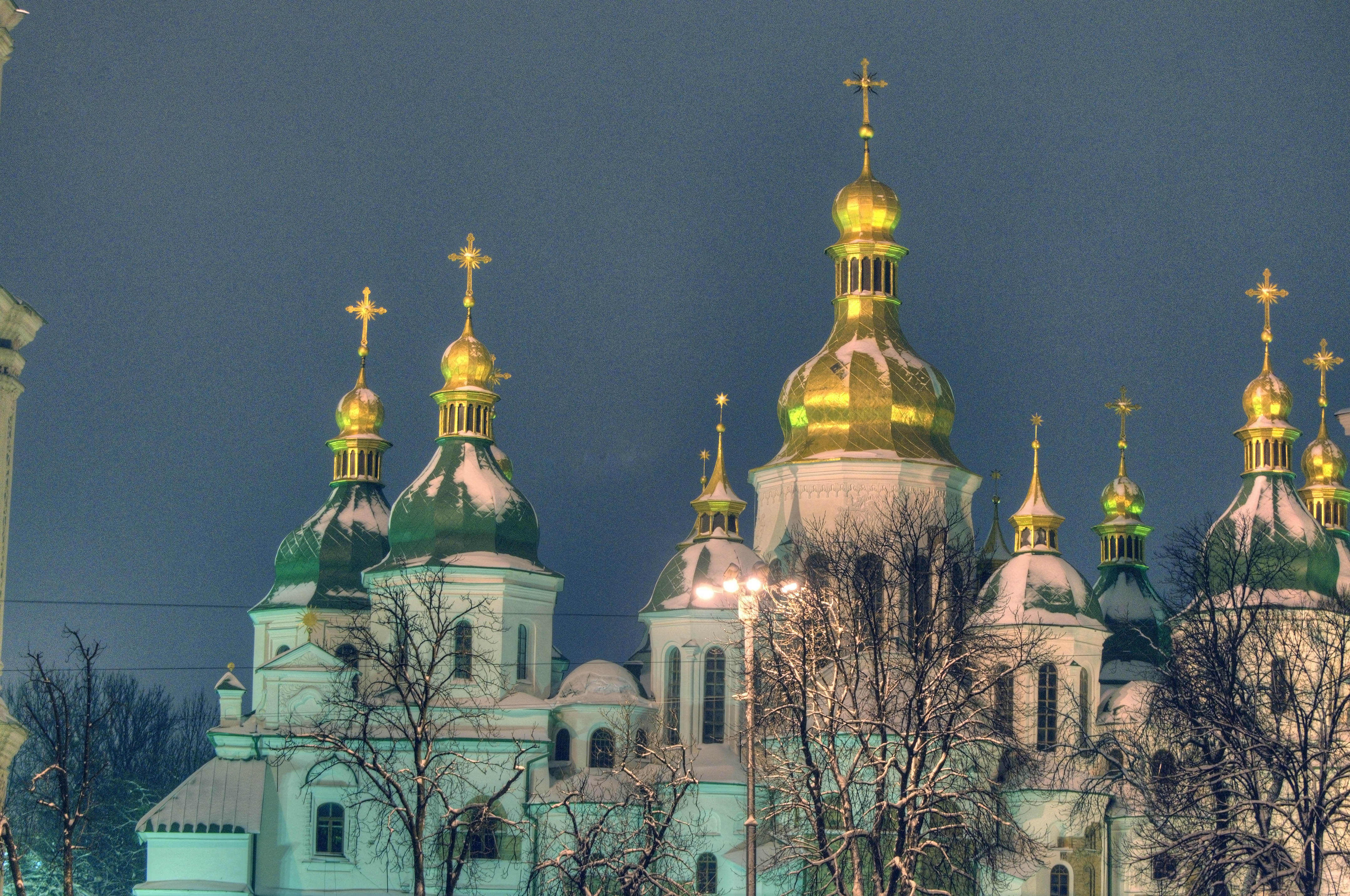
La cathédrale vue de nuit
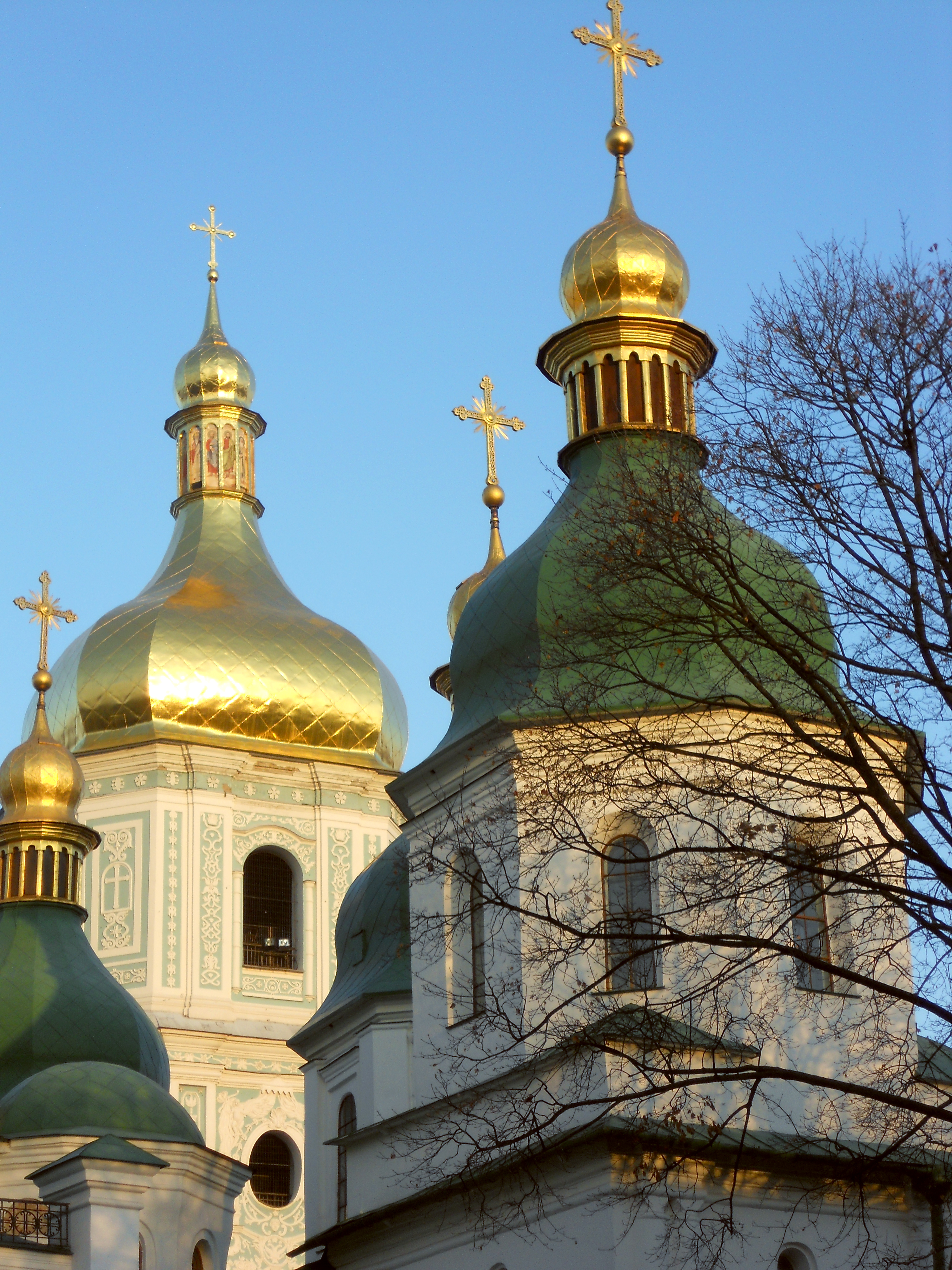
Détail des toitures
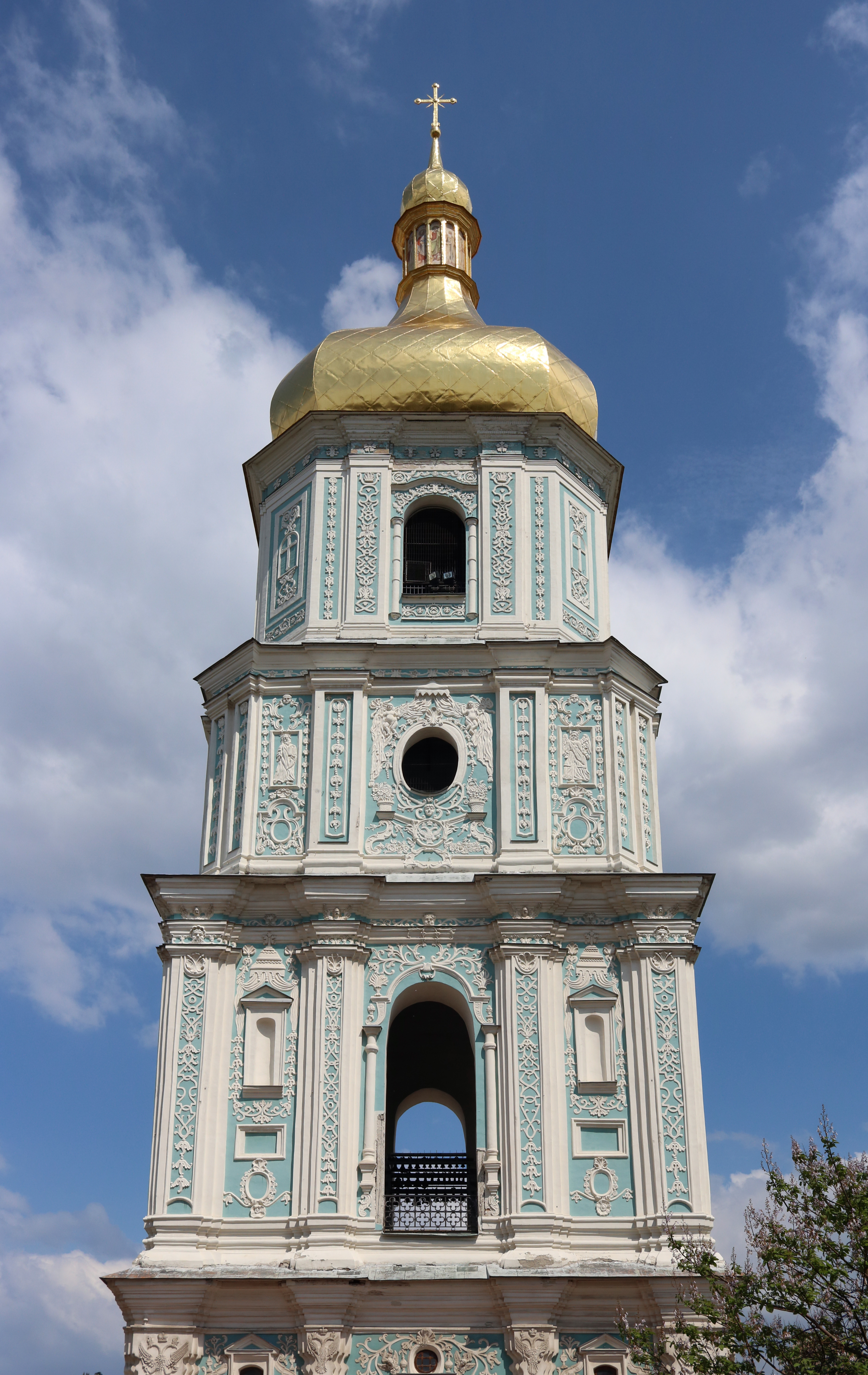
Le clocher
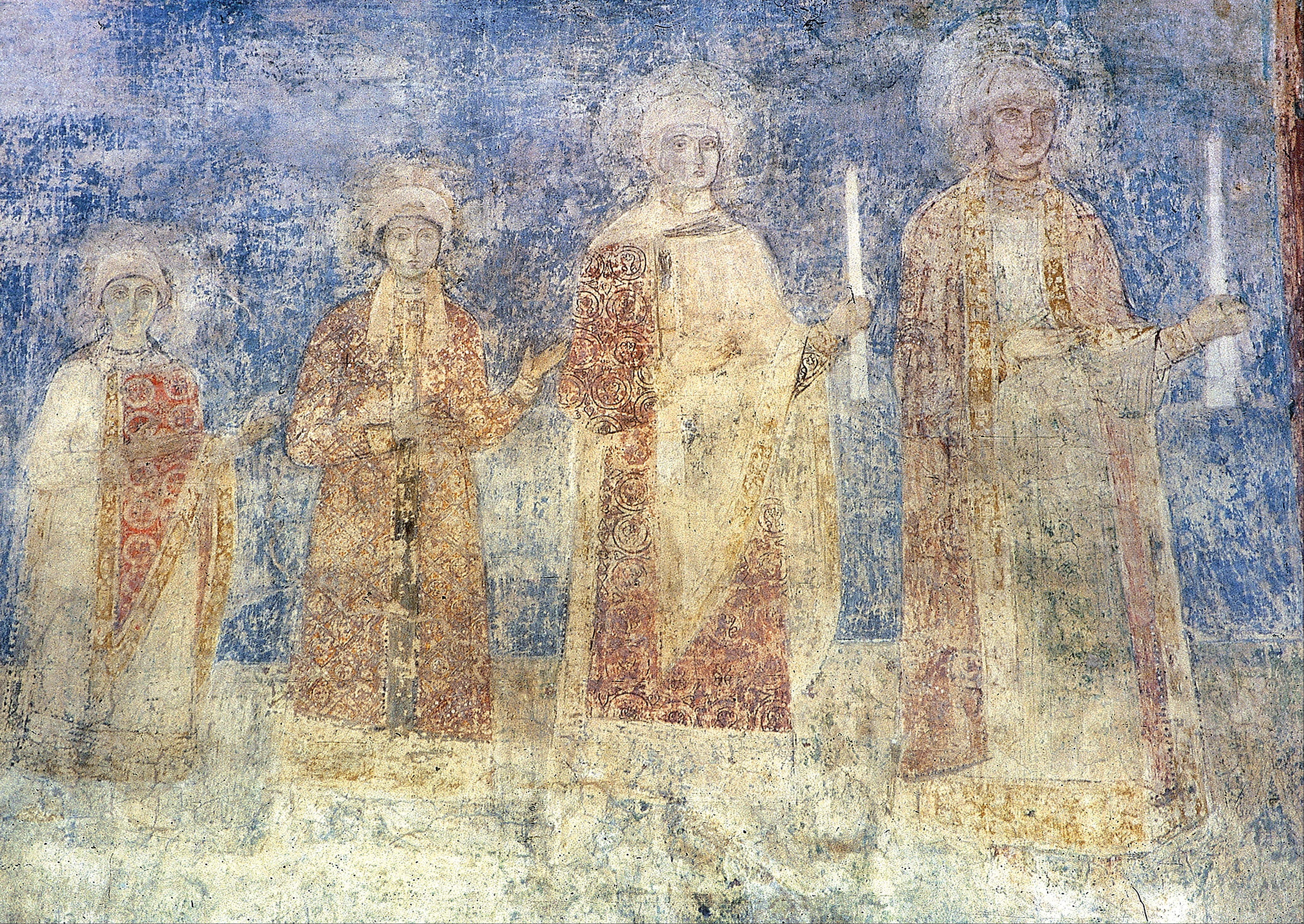
Fresque représentant les enfants du roi Iaroslav le Sage
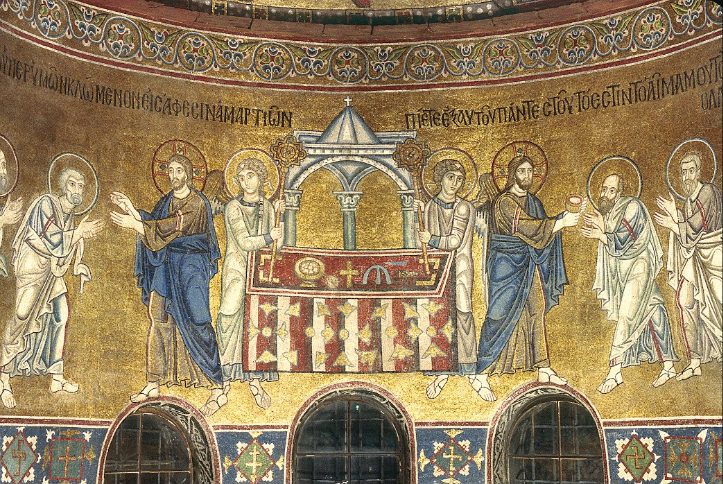
Détail de la mosaïque
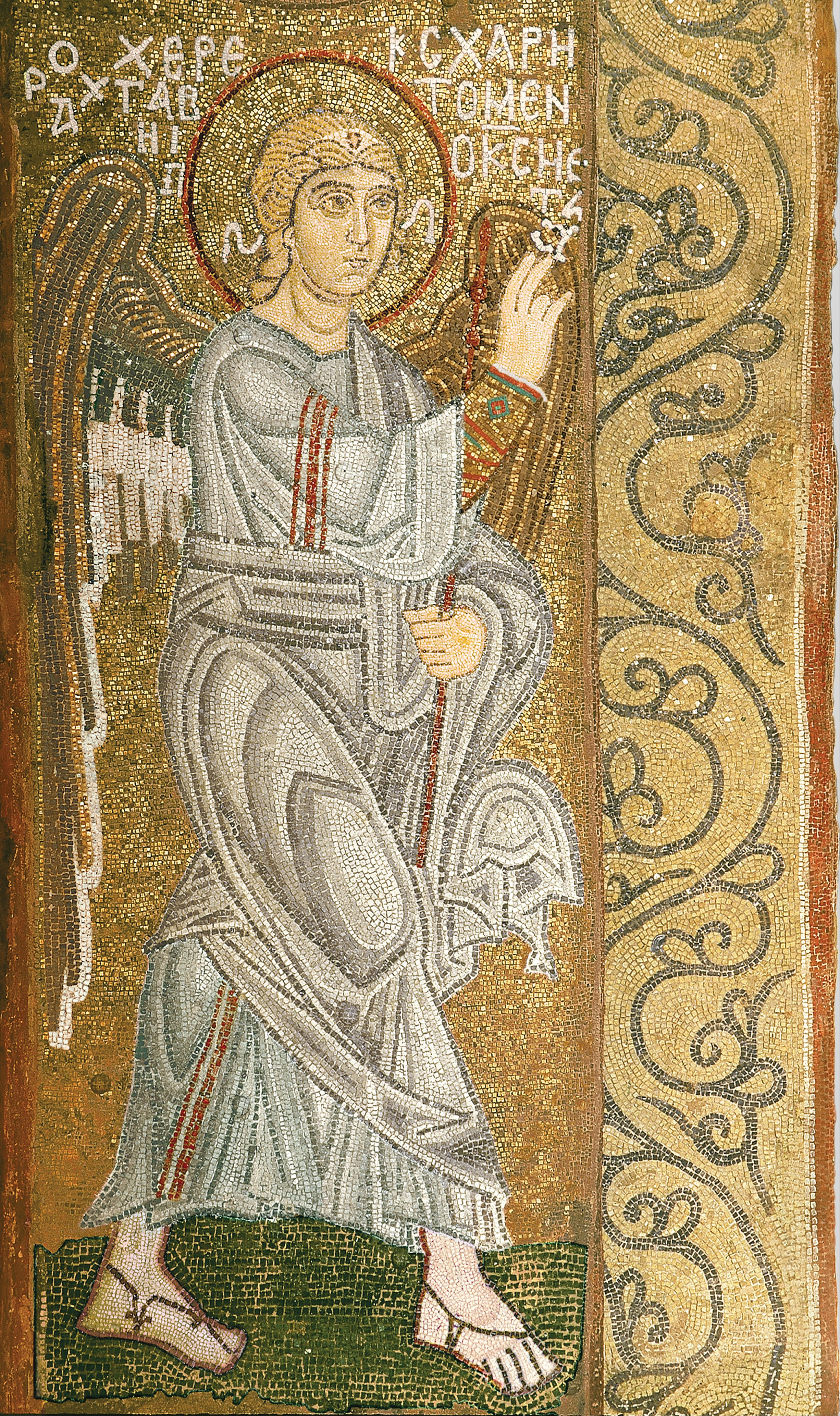
Mosaïque de l'Annonciation représentant l'archange Gabriel
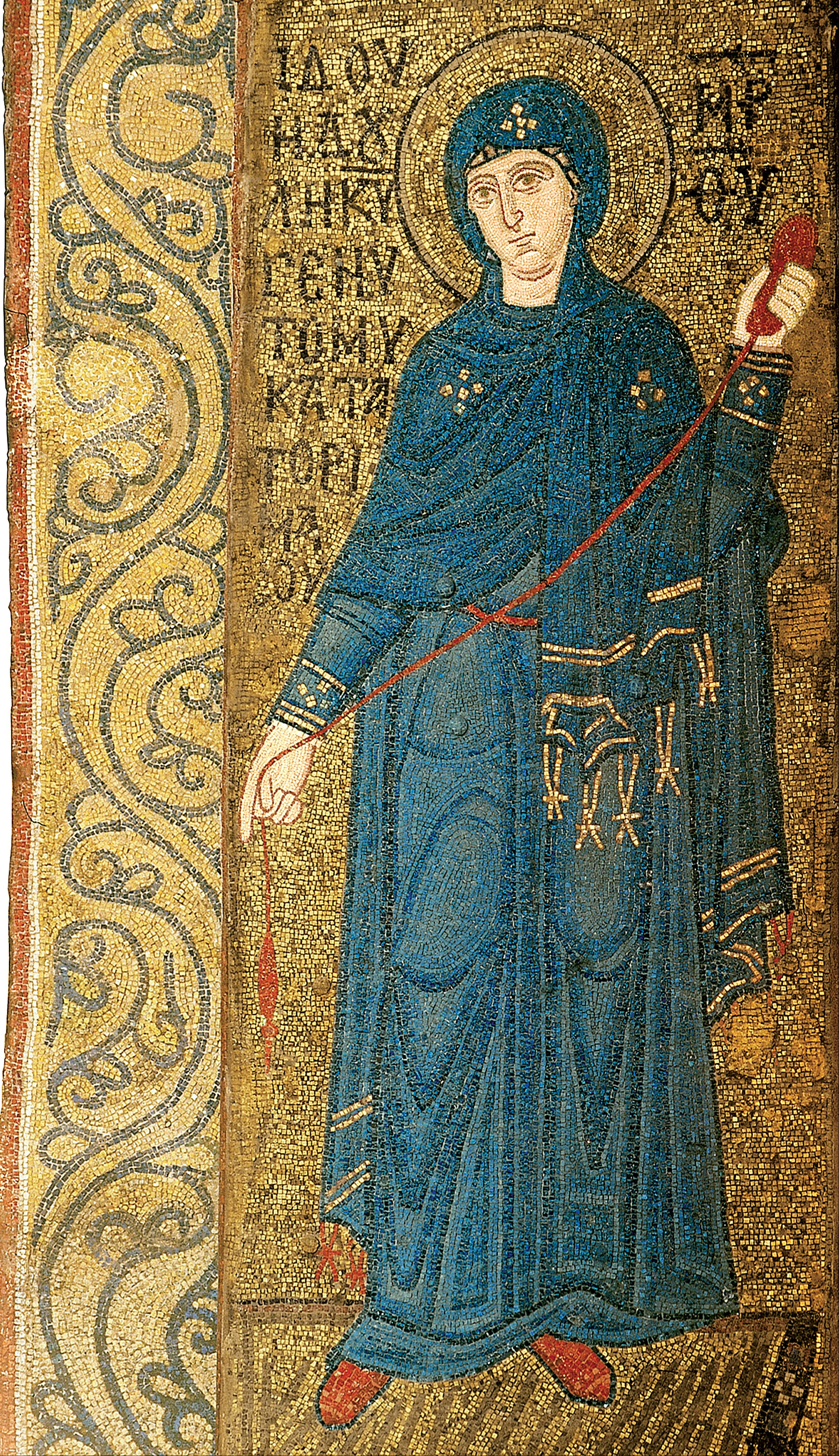
Mosaïque de l'Annonciation représentant la Vierge Marie
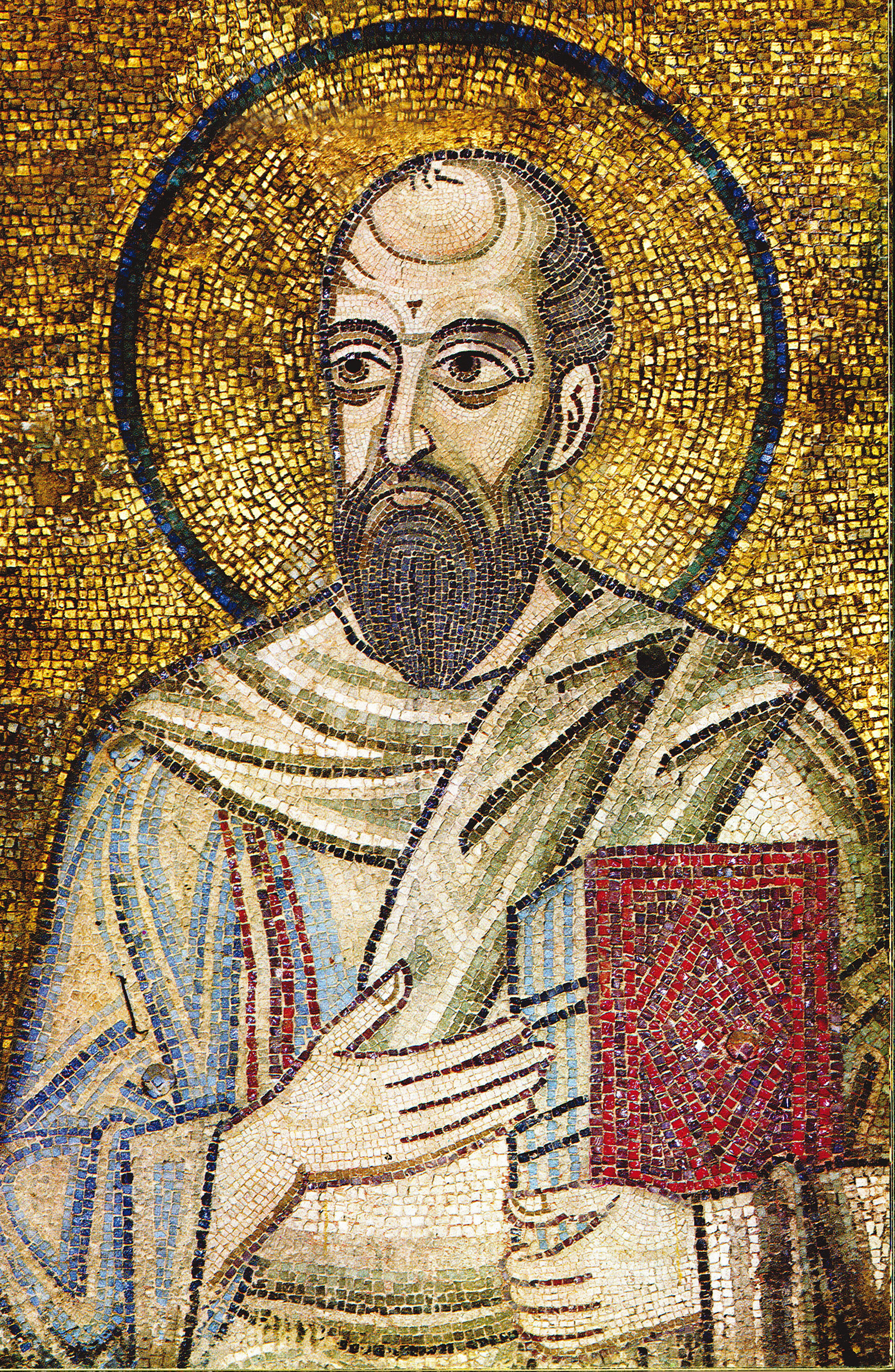
Mosaïque de saint Paul apôtre
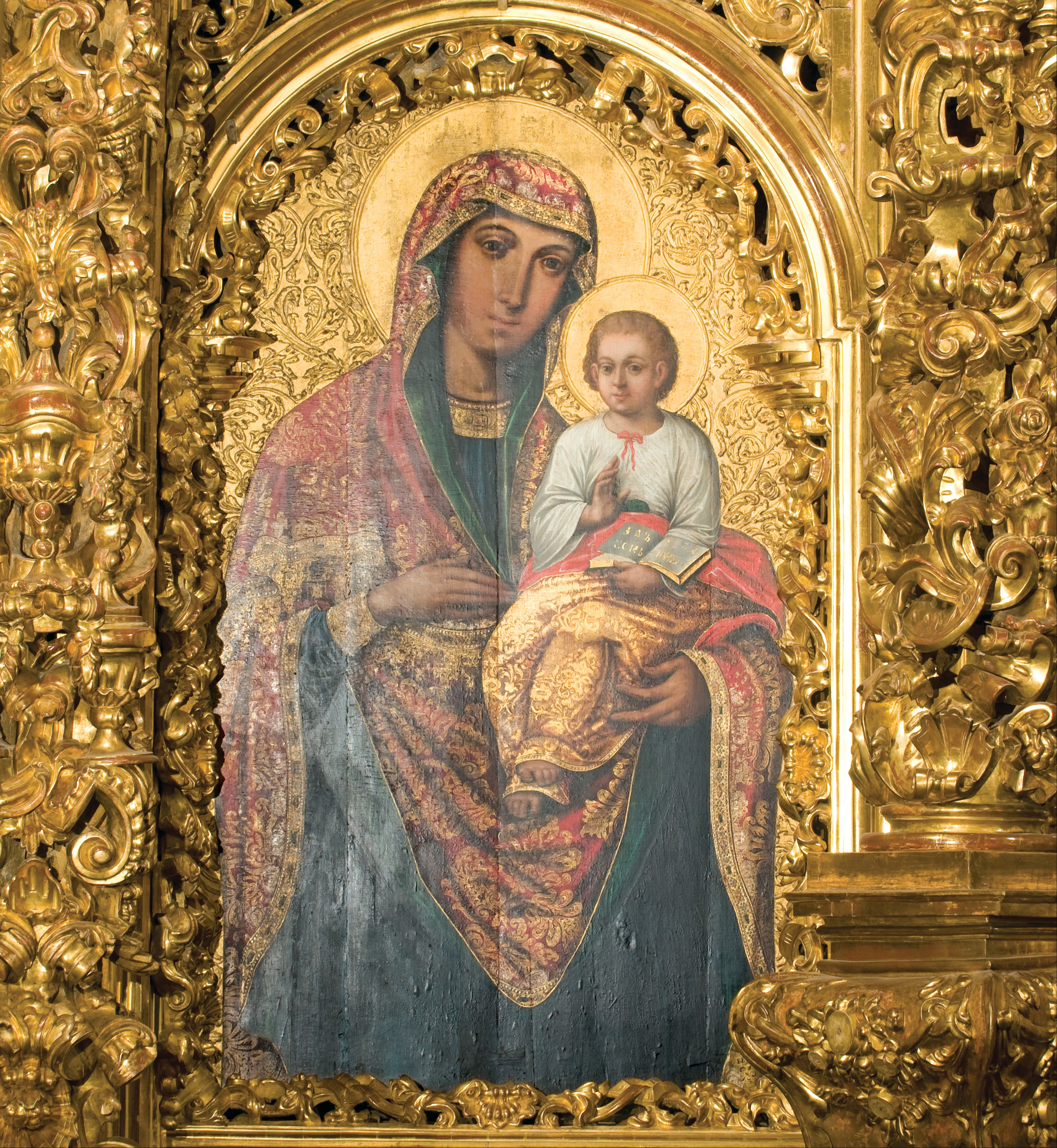
Icône représentant la Vierge Marie tenant l'Enfant Jésus dans ses bras
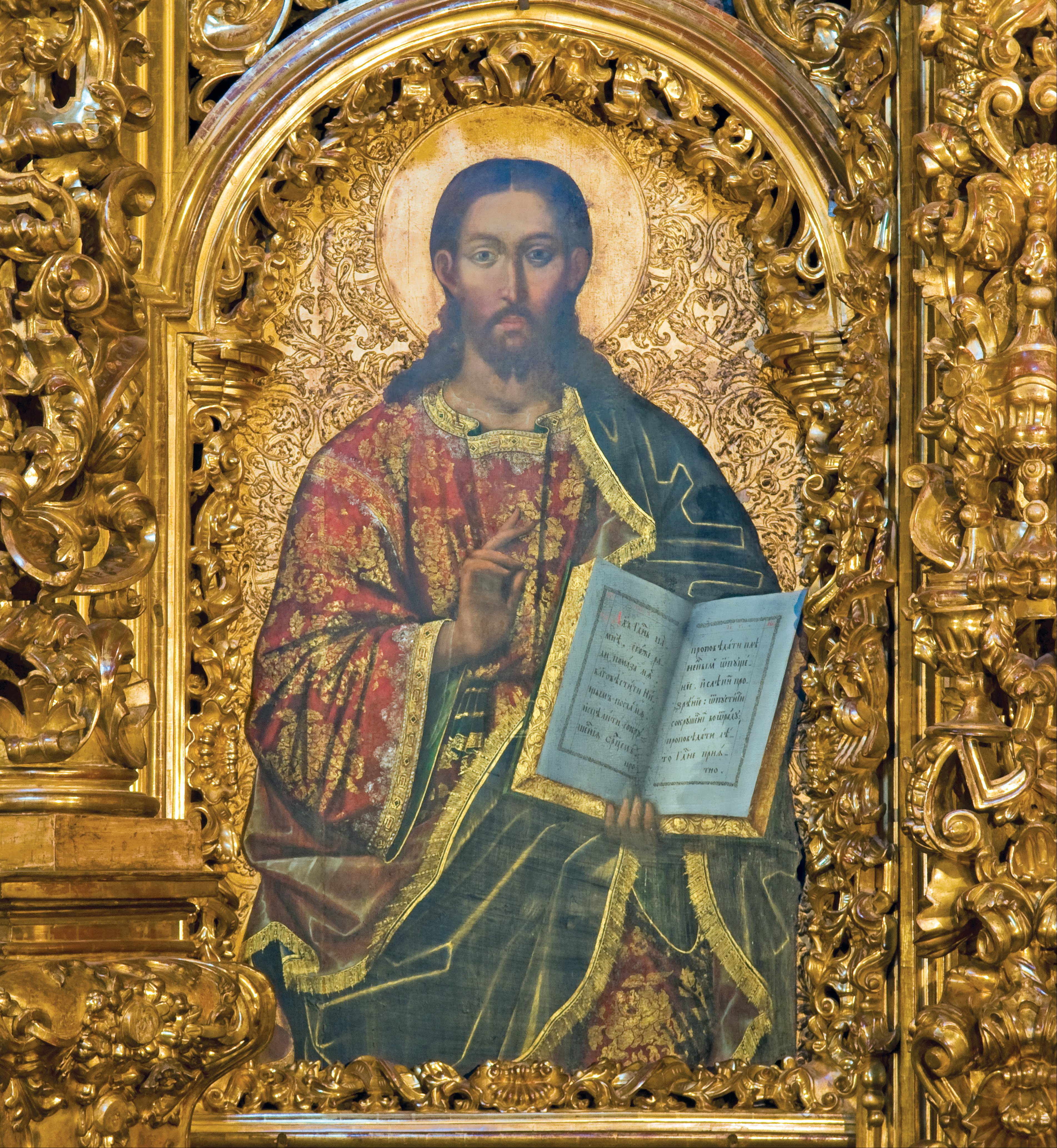
Icône représentant Jésus Christ
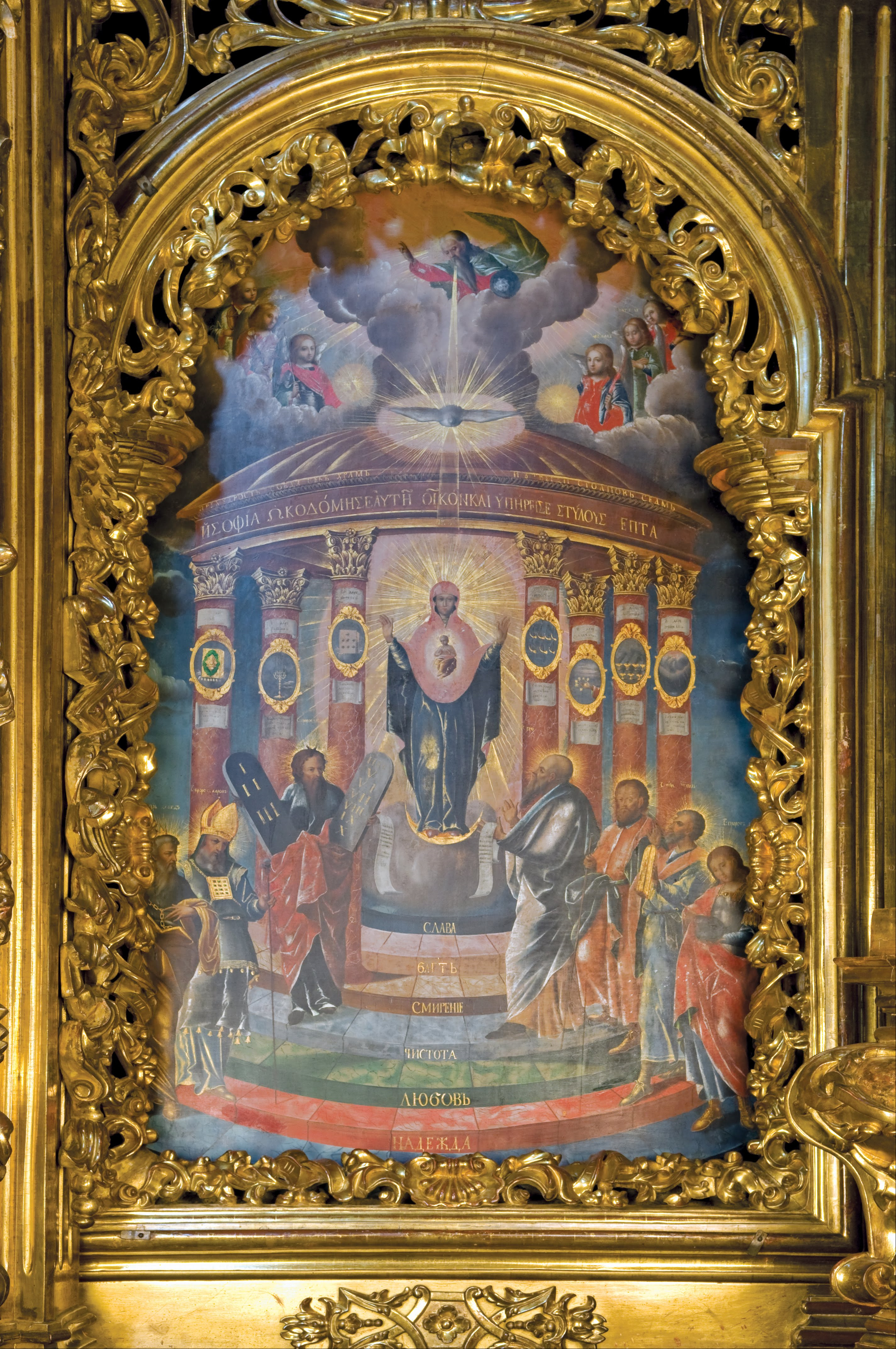
Icône représentant sainte Sophie
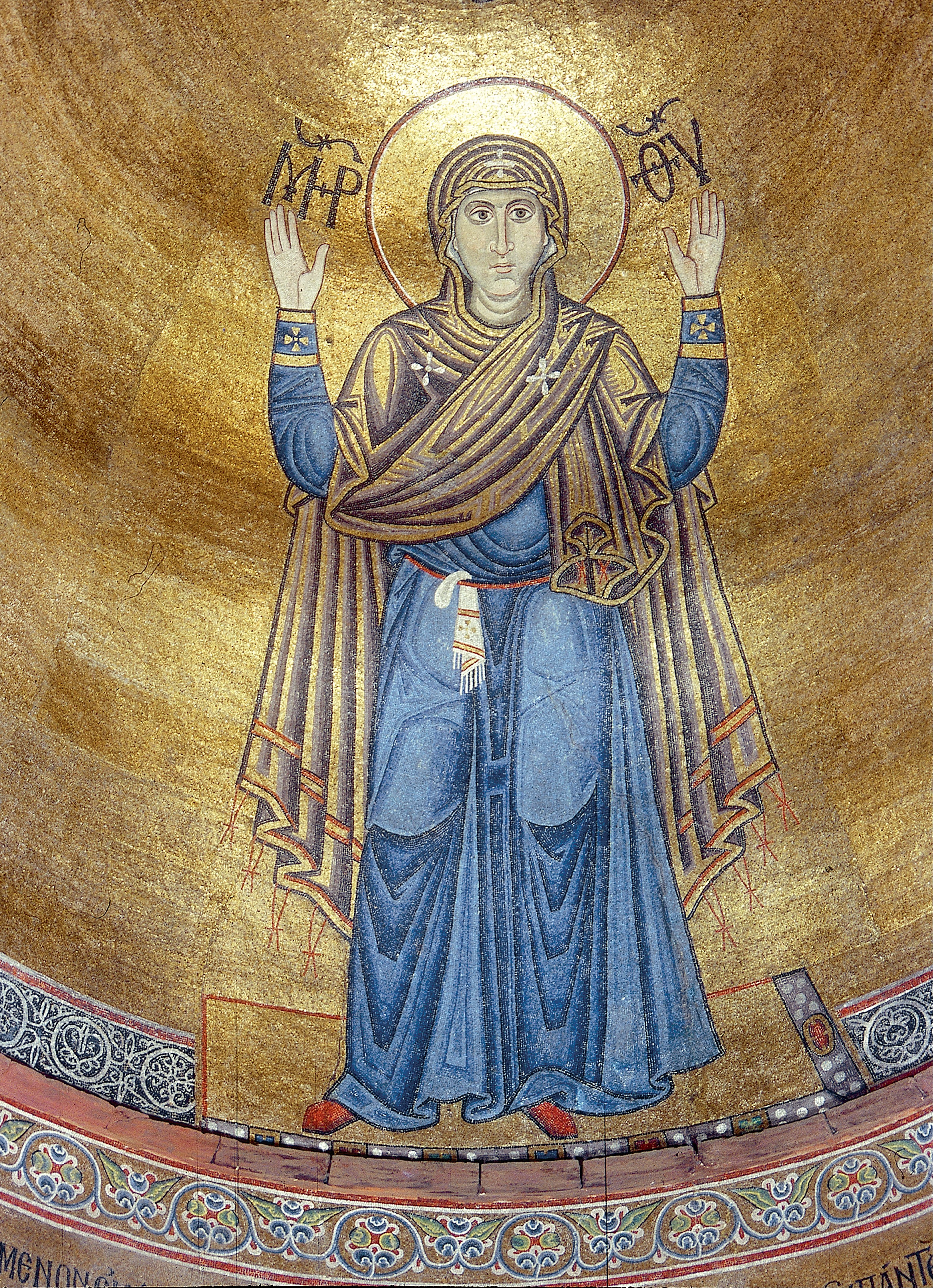
Orant représentant la Vierge Marie en prière